# Neocteniza paucispina
Neocteniza paucispina is een spinnensoort in de taxonomische indeling van de valdeurspinnen (Idiopidae).
Het dier behoort tot het geslacht Neocteniza. De wetenschappelijke naam van de soort werd voor het eerst geldig gepubliceerd in 1976 door Norman I. Platnick & Shadab.